# Đường thẳng Simson

Đường thẳng Simson LN (đỏ) của tam giác ABC.

Trong hình học, định lý về đường thẳng Simson được phát biểu như sau:
Cho tam giác {\displaystyle ABC} và một điểm {\displaystyle P} nằm trên đường tròn ngoại tiếp của tam giác. Khi đó, các hình chiếu của điểm {\displaystyle P} trên các cạnh của tam giác thẳng hàng. Đường thẳng đi qua các hình chiếu đó được gọi là Đường thẳng Simson' của điểm {\displaystyle P} đối với tam giác {\displaystyle ABC}.
Đường thẳng này được đặt theo tên của nhà toán học Robert Simson. Tuy nhiên, khái niệm này được xuất bản lần đầu bởi William Wallace.
Mệnh đề đảo của định lý này cũng đúng: Nếu hình chiếu của một điểm {\displaystyle P} trên các cạnh của một tam giác thẳng hàng thì điểm {\displaystyle P} nằm trên đường tròn ngoại tiếp của tam giác đó.
Đường thẳng Simson của một điểm chính là tam giác bàn đạp của nó nhưng trong trường hợp tam giác đó suy biến thành đường thẳng.

## Tính chất
Cho tam giác {\displaystyle ABC} nội tiếp đường tròn {\displaystyle (O)}.

Đường thẳng Simson (màu đỏ) luôn tiếp xúc với tam giác cong Steiner (màu xanh).

Xét tính chất các đường thẳng Simson của các điểm trên {\displaystyle (O)}.
- Đường thẳng Simson của đỉnh {\displaystyle A} của tam giác là đường cao hạ từ đỉnh đó, và đường thẳng Simson của điểm {\displaystyle A'} đối xứng với đỉnh {\displaystyle A} qua tâm {\displaystyle O} là cạnh {\displaystyle BC} của tam giác.
- Nếu {\displaystyle P} và {\displaystyle P'} là các điểm thuộc {\displaystyle (O)}, thì các góc giữa hai đường thẳng Simson của {\displaystyle P} và {\displaystyle P'} bằng nửa số đo cung {\displaystyle PP'}. Trong trường hợp đặc biệt, nếu {\displaystyle P} và {\displaystyle P'} đối xứng nhau qua tâm {\displaystyle O}, thì các đường thẳng Simson của chúng vuông góc với nhau tại một điểm nằm trên đường tròn chín điểm.
- Nếu gọi {\displaystyle H} là trực tâm của tam giác {\displaystyle ABC}, thì đường thẳng Simson của {\displaystyle P} đi qua trung điểm của đoạn {\displaystyle PH} (trung điểm này nằm trên đường tròn chín điểm).
- Nếu hai tam giác cùng nột tiếp {\displaystyle (O)}, thì góc giữa hai đường thẳng Simson lines của một điểm {\displaystyle P} trên {\displaystyle (O)} đối với hai tam giác đó không phụ thuộc vào vị trí của {\displaystyle P} trên {\displaystyle (O)}.
- Đường thẳng Simson luôn tiếp xúc với tam giác cong Steiner.

## Mở rộng

### Mở rộng 1

Mở rộng thứ nhất: Hình chiếu tương ứng của ba điểm Ap,Bp,Cp trên ba cạnh BC,CA,AB thẳng hàng

Cho điểm {\displaystyle P} trên đường tròn ngoại tiếp của tam giác {\displaystyle ABC}, và một đường thẳng {\displaystyle d} đi qua tâm đường tròn đó. Ba đường thẳng {\displaystyle AP,BP,CP} cắt đường thẳng {\displaystyle d} tại ba điểm phân biệt {\displaystyle A_{p},B_{p},C_{p}}. Khi đó hình chiếu của ba điểm {\displaystyle A_{p},B_{p},C_{p}} tương ứng trên ba cạnh {\displaystyle BC,CA,AB} sẽ thẳng hàng. Đã có bốn chứng minh cho mở rộng trên.

### Mở rộng 2

Mở rộng thứ 2: A propjective of Simson line

Cho điểm {\displaystyle P} trong mặt phẳng và đường conic, ba đường thẳng phân biệt qua {\displaystyle P}. Đường thẳng thứ nhất cắt conic tại các điểm {\displaystyle A}, {\displaystyle A'}. Định nghĩa các điểm {\displaystyle B}, {\displaystyle B'} và {\displaystyle C}, {\displaystyle C'} tương tự. Gọi {\displaystyle S} điểm trong mặt phẳng, gọi {\displaystyle A_{0}}, {\displaystyle B_{0}}, {\displaystyle C_{0}} là ba điểm giao bởi ba đường thẳng {\displaystyle SA'}, {\displaystyle SB'}, {\displaystyle SC'} với ba cạnh tam giác {\displaystyle BC}, {\displaystyle CA}, {\displaystyle AB} của tam giác {\displaystyle ABC} khi đó bốn điểm {\displaystyle P}, {\displaystyle A_{0}}, {\displaystyle B_{0}}, {\displaystyle C_{0}} thẳng hàng khi nếu và chỉ nếu {\displaystyle S} nằm trên đường conic.

Chúng ta có thể xem chi tiết hơn về mở rộng này tại định lý Đào (conic)
Mở rộng 3

Định lý Carnot(mở rộng định lý Simson)

Mở rộng này của Lazare Carnot một nhà toán học người Pháp.
Gọi D là một điểm nằm trên đường tròn ngoại tiếp tam giác ABC và A0, B0, C0 lần lượt là các điểm trên ba cạnh BC, CA, AB khi đó góc hợp bởi các đường thẳng DA0, DB0, DC0 lần lượt với ba cạnh BC, CA, AB bằng nhau thì A0, B0, C0 thẳng hàng .